# اوچ‌گون
اوچ‌گون (به لاتین: Uçgün) یک منطقه مسکونی در جمهوری آذربایجان است که در شهرستان قوبا واقع شده است. اوچ‌گون ۹۱۳ نفر جمعیت دارد.

## دین
در مسجد جامع این روستا یک هیئت مذهبی وجود دارد.

## نگارخانه

اوچ‌گون
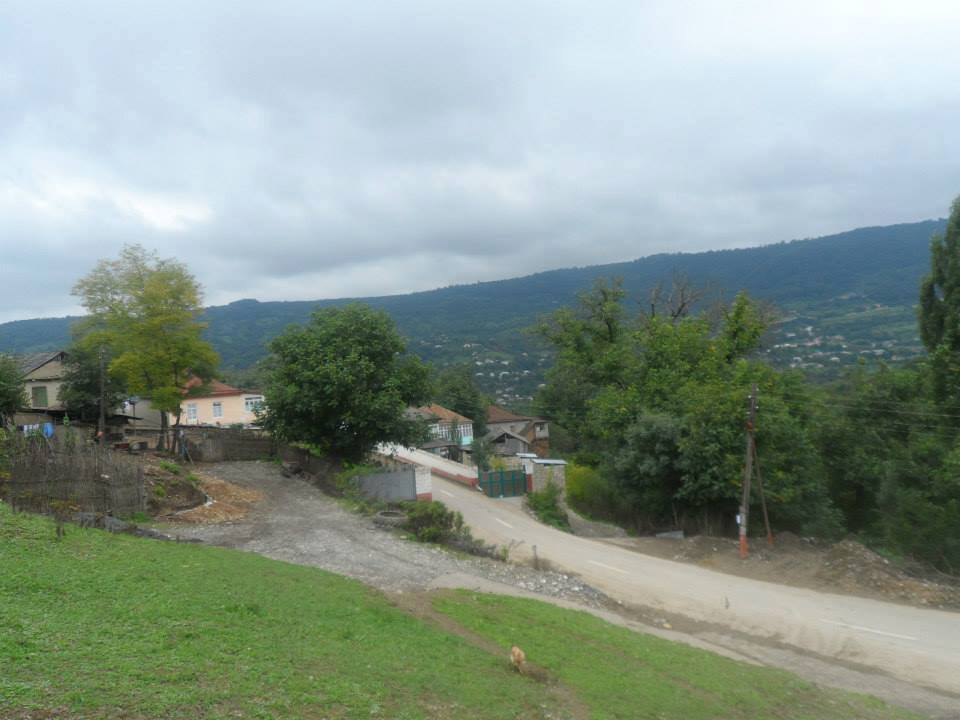
نمای کلی روستا
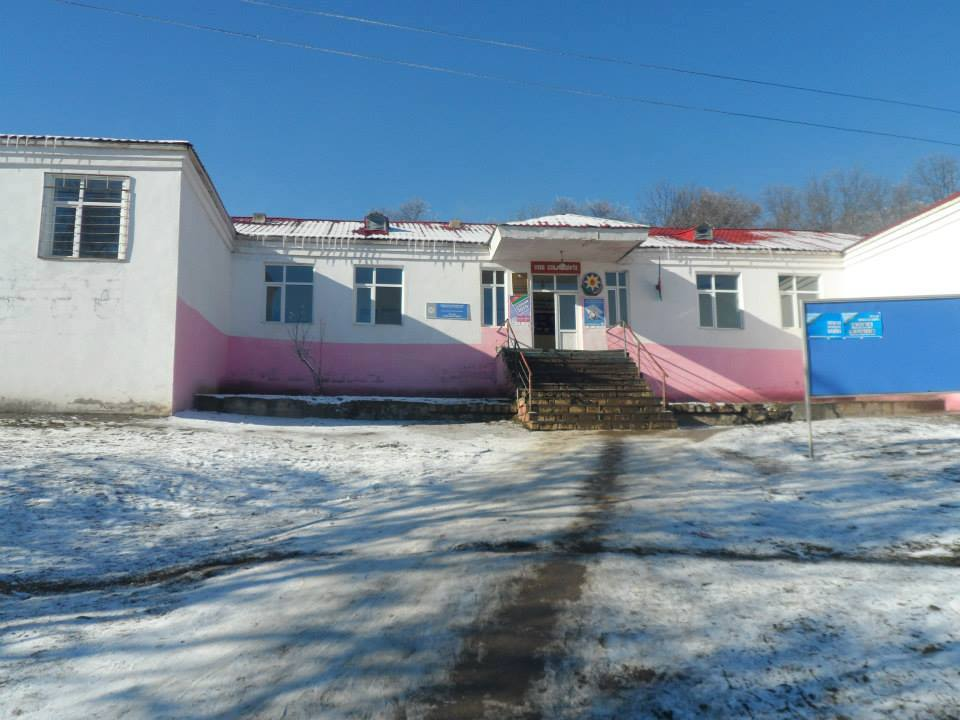
دبیرستان روستا